# Stephen Goodall
Stephen „Steve“ James Goodall (* 28. Oktober 1956 in Bundaberg) ist ein ehemaliger australischer Radrennfahrer und nationaler Meister im Radsport.

## Sportliche Laufbahn
Goodall war im Bahnradsport aktiv. Er war Teilnehmer der Olympischen Sommerspiele 1976 in Montreal. Im 1000-Meter-Zeitfahren kam er auf den 12. Rang. Australien schied in der Mannschaftsverfolgung mit Stephen Goodall, Kevin Nichols, Geoff Skaines und John Thorsen in der Qualifikation aus.
Bei den Commonwealth Games 1978 gewann die Bronzemedaille im Tandemrennen. 1976 siegte er in der nationalen Meisterschaft im Zeitfahren. 1977 wurde er Vize-Meister. 1978 konnte er den Titel erneut gewinnen.